# Auelehm
Als Auelehm wird ein vorwiegend pelitisches Lockergestein im Überschwemmungsgebiet ständig fließender Gewässer (Flüsse und Bäche) bezeichnet. Von Ferdinand Schalch wurde 1885 der Name „Aulehm“ eingeführt. Mit der Einführung der einheitlichen Rechtschreibung im Jahre 1901 wurde der Begriff Auelehm allgemein üblich. Veraltet sind die Bezeichnungen Alluvionen und Alluvialboden. Neuerdings wird insbesondere in der Physischen Geographie häufig die Pluralform Auenlehm verwendet. Die von Rudolf Grahmann eingeführte Bezeichnung „Hochflutlehm“ für die beim Hochwasser auf der Aueoberfläche abgesetzten Feststoffe wird neuerdings und insbesondere für das Rheintal sinnverändernd auf das unter kaltzeitlichem Klima abgelagerte feinkörnige Flusssediment angewandt, siehe Wikipedia-Artikel Hochflutlehm. Ursprünglich wurde für dieses Sediment von Grahmann der Begriff „Tallehm“ geprägt. Bei einem höheren psammitischen Anteil wäre für den Hochflutlehm im Sinne von Grahmann der Begriff Hochflutsediment zu bevorzugen. Ablagerungen in einem Tal ohne ständiges Fließgewässer, in einem sogenannten Trockental, gehören zu den Kolluvien (Kolluvium, lat.: das Zusammengeschwemmte). Klassische Gebiete der Auelehmforschung sind Nordwestsachsen (Flussgebiete Weiße Elster und Pleiße), und das Wesergebiet.
Bei der Ablagerung des Hochflutlehms (im Sinne von Grahmann) entsteht oberhalb des mittleren Grundwasserstandes durch Diagenese (Oxidation der organischen Bestandteile, Bioturbation) der typische Auelehm mit seiner senkrechten Klüftung und der meist kräftigen gelbbraunen Farbe. Bei zeitweise stark verringerter Sedimentationsgeschwindigkeit reichert sich Humussubstanz an und es entstehen schwarzgraue sogenannte „Humushorizonte“, es sind Rohböden vom Typ Paternia. Bei längeren Ruhephasen der Sedimentation entsteht der Bodentyp Vega. Im Bereich des permanenten Grundwassers sind diagenetische Prozesse gehemmt. Graue bis schwarze Farbtöne herrschen vor und Schichtungsspuren sowie organische Bestandteile, zusammen mit den pelitischen mineralischen Stoffen antransportiert bzw. aus einer ortsständigen Vegetation stammend, bleiben erhalten. Diese insbesondere für die Sedimentation in Altwassern charakteristische Sedimentart ist in der Literatur mit einer Vielzahl von Namen (z. B. „Flussschlick“, bei flächenhafter Verbreitung auch „Ried“ oder „Schwarzer Auenboden“) belegt worden.
Zur Ausbildung einer Auelehmdecke kommt es nur in mäandrierenden Laufabschnitten, denn beim „verwilderten Fluss“, auch Verflochtener Fluss (engl.: braided river) genannt, der Hochgebirgsregionen und arktischen Regionen kann sich der Hochflutlehm nicht deckenartig ansammeln. In Nordwestsachsen wurde während der Weichsel-Kaltzeit die Niederterrasse akkumuliert und auch die heute mäandrierenden Flussabschnitte waren nach den Flussbettstrukturen „verwildert“. Die Umstellung der Flussdynamik zum mäandrierenden Fluss erfolgte am Beginn des Holozäns. Auelehmdecken sind in Mitteleuropa danach ein Charakteristikum warmzeitlicher Flüsse.
Das Ausmaß der Ablagerung von Auelehm hängt in erster Linie von der Hochwasserhäufigkeit ab und dabei spielt der Grad der Kontinentalität des Klimas eine Rolle. Bei einer Zunahme der Kontinentalität sind es die größere Retention des Winterniederschlags in den Bergregionen und im Sommer meist bestimmte Wetterlagen, z. B. die bekannte Großwetterlage Vb, die zu großräumigen Hochwassern führen. Lokale Starkregen bei Wärmegewittern können zwar eine starke Bodenerosion verursachen, aber ein dadurch ausgelöstes Hochwasser hat ebenfalls vorwiegend eine lokale Wirkung. Weitere wichtige Faktoren sind eine hohe Reliefenergie und ein leicht erosionsfähiger Boden im Einzugsgebiet. Deshalb stehen mächtige Auelehmablagerungen überwiegend mit Lößhügelländern in Verbindung. Im westsächsischen Hügelland sind die mächtigen Auelehmdecken durch Böden, die in den gesamten Flussgebieten verbreitet sind, gegliedert.

## Ursache der Auelehmablagerung
Für jedermann ist beobachtbar, wie Bodenmaterial bei Starkniederschlag oder Schneeschmelze von Ackerflächen abgespült wird und durch Hochwasser Schlamm auf Aueflächen abgelagert wurde. Zwischen den beiden Vorgängen besteht scheinbar ein direkter kausaler Zusammenhang und das ist Grundlage für die Annahme, dass die Nutzung der Landoberfläche für den Ackerbau Ursache der Auelehmbildung ist, dass der Auelehm also ein anthropogenes Sediment sei. Bei der Materialquelle für den Auelehm wird aber aktuell die Wirkung der flächenhaften anthropogenen Bodenerosion gegenüber der Linearerosion stark überhöht. Vernachlässigt werden gegenwärtig die Arbeiten von Rudolf Käubler. Er hatte nachgewiesen, dass im sächsischen Altsiedelraum unter Waldbedeckung das Kerbtal (sogenannte Lößschluchten) die typische morphologische Form war, also nicht nur die flächenhafte Erosion für die Materialbereitstellung in Frage kam. 
Die Bodenerosion kann aber schon deshalb nicht die alleinige Ursache sein, weil es auch im Pleistozän zur Auelehmbildung kam, wie die Auelehme unter den Travertinvorkommen im Ilmtal bei Weimar belegen. Die relative Seltenheit pleistozäner Vorkommen hat den einfachen Grund, dass sie am Beginn der jeweils darauf folgenden Kaltzeit durch den dann eintretenden Wechsel der Flussdynamik abgetragen wurden. 
Versuche zur direkten Verknüpfung der Auelehmbildung mit der Besiedlungsgeschichte haben sich nicht als stichhaltig erwiesen.
Eine Schlüsselrolle für die Klärung der Ursache der Auelehmablagerung nimmt die durch Böden gegliederte Auelehmdecke in Westsachsen ein. Während die Böden Phasen einer verringerten Hochflutlehmablagerung anzeigen, wurden die zwischen den Böden liegenden Bereiche in Phasen der stärkeren Hochflutlehmablagerung gebildet. Bei einer anthropogenen Ursache müssten die Sedimentationsphasen zeitlich mit den Besiedlungsphasen zusammenfallen. Von Anfang an hat archäologisches Fundgut für die Altersbestimmung des Auelehms eine dominierende Rolle gespielt. Die ersten Funde von 1832 und 1872 mit Siedlungshinweisen stammen aus dem Weißelstertal von Leipzig-Plagwitz. Mit der sehr genauen Beschreibung und der Lage des Fundes von 1872 im Bereich eines in der Auelehmdecke eingelagerten Bodens war eigentlich der methodische Ansatz für eine lithostratigraphische Gliederung gegeben. Aber erst in den 1920er und 1930er Jahren wurde bei archäologischen Untersuchungen wieder auf die Lage im Schichtverband geachtet und daraus ergaben sich Hinweise für eine klimatische Ursache der Auelehmablagerung. Neue Befunde aus dem Weiße Elster-/Pleißegebiet und insbesondere die detaillierte Untersuchung der Ostrakoden- und Molluskenfauna eines Auelehmaufschlusses bei Zeitz sprechen erneut dafür, dass der Auelehm kein anthropogenes Sediment ist. Leider wird dieser Ansatz zur Konkretisierung des Alters der Böden in der Auelehmdecke von der Archäologie noch nicht wieder aufgegriffen.

## Nachweise
1. ↑  Ferdinand Schalch: Erläuterungen zur geologischen Specialkarte des Königreichs Sachsen, Section Wurzen, Blatt 13, Leipzig 1885, 52 Seiten (online).
2. 1 2 3  Rudolf Grahmann: Konnten die mitteldeutschen Flußauen in vorgeschichtlicher Zeit besiedelt werden? In: Mannus – Zeitschrift für deutsche Vorgeschichte, Band 26, Leipzig 1934, S. 37–41
3. ↑  Rudolf Grahmann: Erläuterungen zur Geologischen Spezialkarte von Sachsen, Blatt 48/39, Pegau-Predel nebst Hemmendorf, 2. Auflage, Leipzig 1924, S. 1–34.
4. ↑  Hans Neumeister: Beiträge zum Auelehmproblem des Pleiße- und Elstergebietes. In: Wissenschaftliche Veröffentlichungen des Deutschen Instituts für Länderkunde N.F., Band 21/22, Leipzig 1964, S. 65–131.
5. ↑  Dieter Händel: Das Holozän in den nordwestsächsischen Flußauen. In: Hercynia N.F., Band 4, Leipzig 1967, S. 152–198.
6. ↑  Gerd Lüttig: Zur Gliederung des Auelehms im Flußgebiet der Weser In: Eiszeitalter und Gegenwart, Band 11, Öhringen 1960, S. 39–50
7. ↑  Willfried Strautz: Auelehmbildung und -gliederung im Weser- und Leinetal mit vergleichenden Zeitbestimmungen aus dem Flußgebiet der Elbe. In: Beiträge zur Landespflege, Band 1, Stuttgart 1963, S. 273–314.
8. ↑  Roland Fuhrmann: Die Entwicklungsgeschichte postsaaleglazial entstandener Talabschnitte der Weißen Elster und Mulde und die stratigraphische Gliederung des jüngeren Quartärs. In: Altenburger naturwissenschaftliche Forschungen, Heft 11, Altenburg/Thüringen 1999, S. 43–63 PDF.
9. ↑  Horst Mensching: Entstehung der Auelehmdecken in Nordwestdeutschland. In: Proceedings of the Third International Congress of Sedimentology: Groningen Wageningen, Netherlands, 5-12 July 1951, S. 193–210.
10. ↑  Helmuth Nietsch: Hochwasser, Auenlehm und vorgeschichtliche Siedlung – Ein Beitrag auf der Grundlage des Wesergebietes. In: Erdkunde, Jahrgang 9, Bonn 1955, S. 20–39 (online)
11. ↑  Klaus-Dieter Jäger: Über Alter und Ursachen der Auelehmablagerung thüringischer Flüsse. In: Prähistorische Zeitschrift, Band 40, Berlin 1962, S. 1–59.
12. ↑  Rudolf Käubler: Junggeschichtliche Veränderungen des Landschaftsbildes im mittelsächsischen Lößgebiet. In: Wissenschaftliche Veröffentlichungen des Deutschen Museums für Länderkunde zu Leipzig N.F., Band 5, Leipzig 1938, S. 71–90.
13. ↑  Rudolf Käubler: Zur Frage der früheren Bewaldung des mittelsächsischen Altsiedelraumes. In: Beihefte für Erdkunde, Band 2, Berlin 19949, S. 19–37.
14. ↑  Rudolf Käubler: Beiträge zur Altlandschaftsforschung in Ostmitteldeutschland. In: Petermanns Geographische Mitteilungen, Band 96, Gotha 1952, S. 245–249.
15. ↑  Otfried Wagenbreth, Walter Steiner, Peter Lange, Ernst Freyburg: Aufgaben, Methoden und Ergebnisse einer geologischen Komplexerkundung im Travertin von Weimar-Ehringsdorf. In: Wissenschaftliche Zeitschrift der Hochschule für Architektur und Bauwesen Weimar, Jahrgang 16, Weimar 1969, S. 61–84.
16. ↑  Walter Steiner: Ein neues Profil mit paläolithischem Fundhorizont im Travertin von Taubach bei Weimar. In: Wissenschaftliche Zeitschrift der Hochschule für Architektur und Bauwesen Weimar, Jahrgang 19, Weimar 1972, S. 485–492.
17. ↑  Walter Steiner: Der pleistozäne Travertin von Weimar – Faziesmodell einer Travertinlagerstätte. In: Quartärpaläontologie, Band 5, Berlin 1984, S. 55–210.
18. ↑  Christian Tinapp: Geoarchäologische Untersuchungen zur holozänen Landschaftsentwicklung der südlichen Leipziger Tieflandsbucht. In: Trierer Geographische Studien, Heft 26, Trier 2002, S. 1–275.
19. ↑  Roland Fuhrmann: Klimaschwankungen im Holozän nach Befunden aus Talsedimenten Mitteldeutschlands. In: Mauritiana, Band 19, Heft 2, Altenburg/Thüringen 2005, S. 289–304 PDF.
20. ↑  Otto Mothes: Die Elsterniederung in der sogenannten vorhistorischen Zeit. In: Schriften des Vereins für die Geschichte Leipzigs, Band 1, Leipzig 1872, S. 217–238 (online).
21. ↑  Karl Braune: Ein neuer Fund der Glockenbecherkultur im Leipziger Land. In: Mannus – Zeitschrift für deutsche Vorgeschichte, Band 20, Würzburg 1928, S. 409–415.
22. ↑  Karl Braune: Zur Frage der angeblichen Leipziger Pfahlbauten. In: Mannus – Zeitschrift für deutsche Vorgeschichte, Band 24, Würzburg 1932, S. 98–109.
23. ↑  Karl Braune, Rudolf Grahmann: Bronzezeitliche und slawische Herdstellen in der Pleißenaue. In: Die Fundpflege, Band 1, Leipzig 1933, S. 44–45.
24. ↑  Roland Fuhrmann: Klimaschwankungen im Holozän nach Befunden aus Fluß- und Bachablagerungen Nordwestsachsens und angrenzender Gebiete. In: Altenburger naturwissenschaftliche Forschungen, Heft 11, Altenburg/Thüringen 1999, S. 3–41 PDF.
25. ↑  Roland Fuhrmann: Die Ostrakoden- und Molluskenfauna des Auelehmprofils Zeitz (Landkreis Burgenland) und ihre Aussage zum Klima sowie zur Landnutzung im jüngeren Holozän Mitteldeutschlands. In: Mauritiana, Band 20, Heft 2, Altenburg/Thüringen, 2008, S. 253–281 PDF.